# ماده‌بلوط شمالی
ماده‌بلوط شمالی (نام علمی: Allocasuarina dielsiana) نام یک گونه از سرده ماده‌بلوط‌ها است.